# Wallen, Dithmarschen
Wallen là một đô thị thuộc huyện Dithmarschen, trong bang Schleswig-Holstein, nước Đức. Đô thị Wallen, Dithmarschen có diện tích 1,86 km², dân số thời điểm 31 tháng 12 năm 2006 là 37 người.